# Kaarma-Kirikuküla
Koordinaten: 58° 21′ N, 22° 31′ O

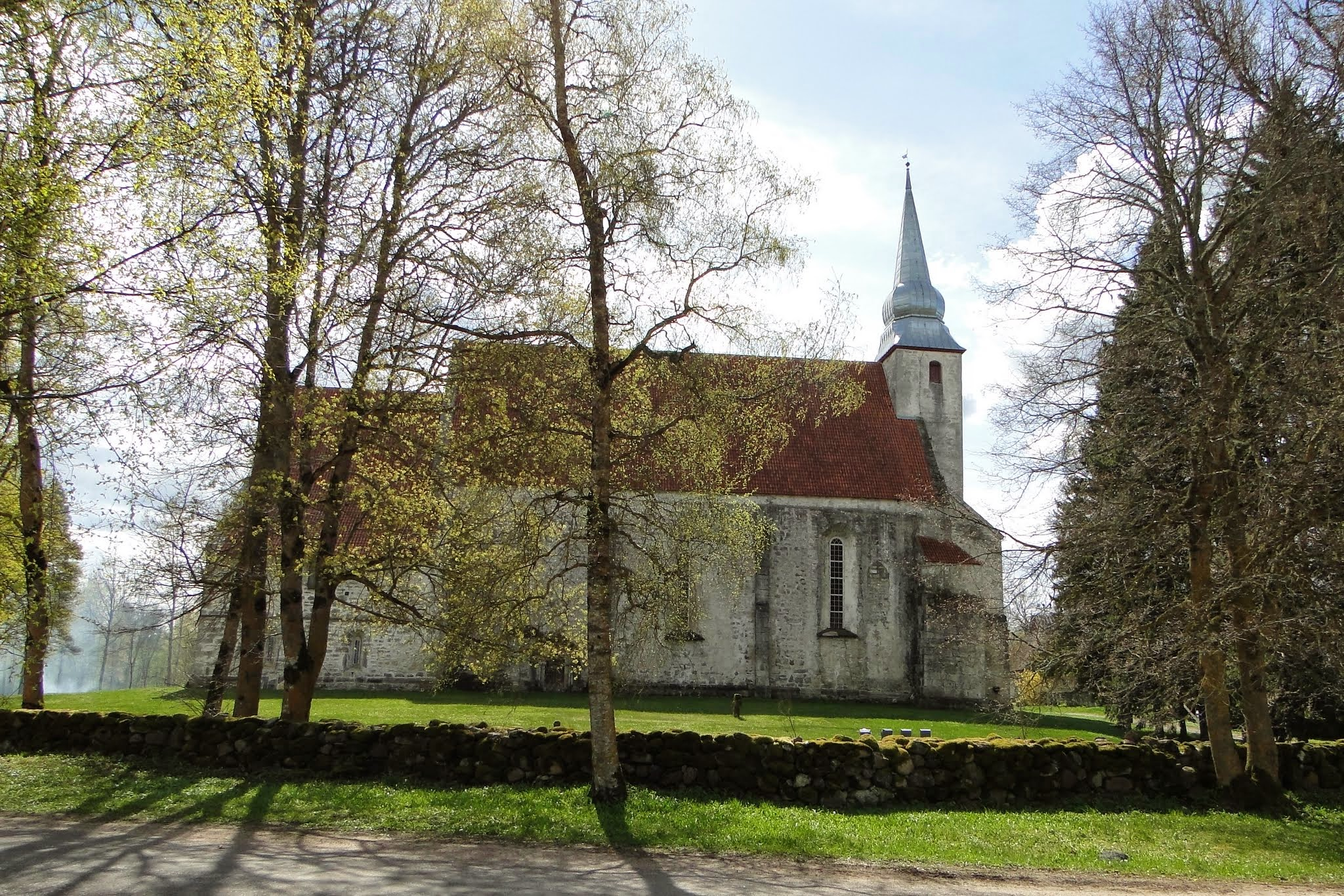
Kirche

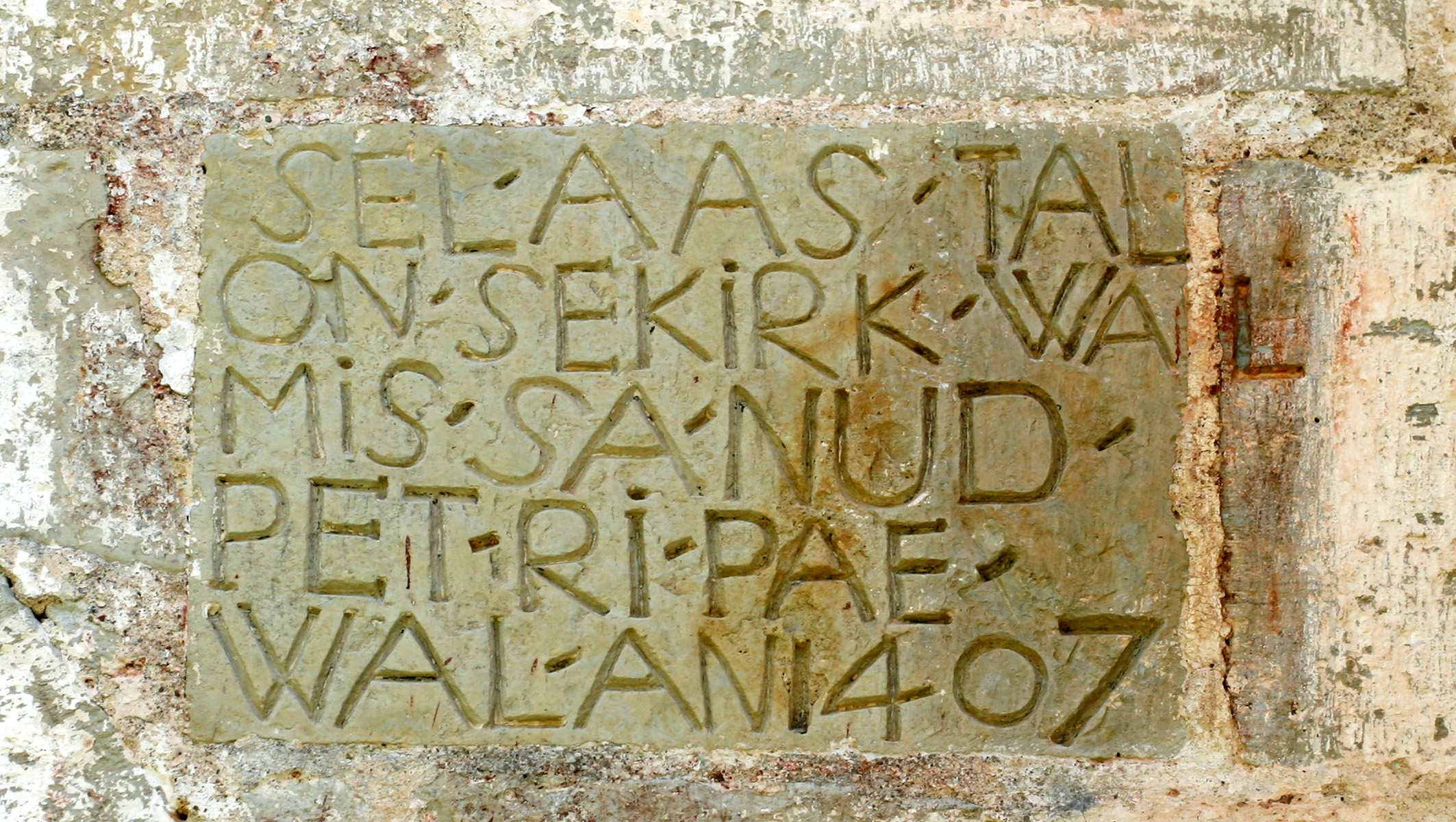
Estnischsprachige Inschrift am Hauptportal

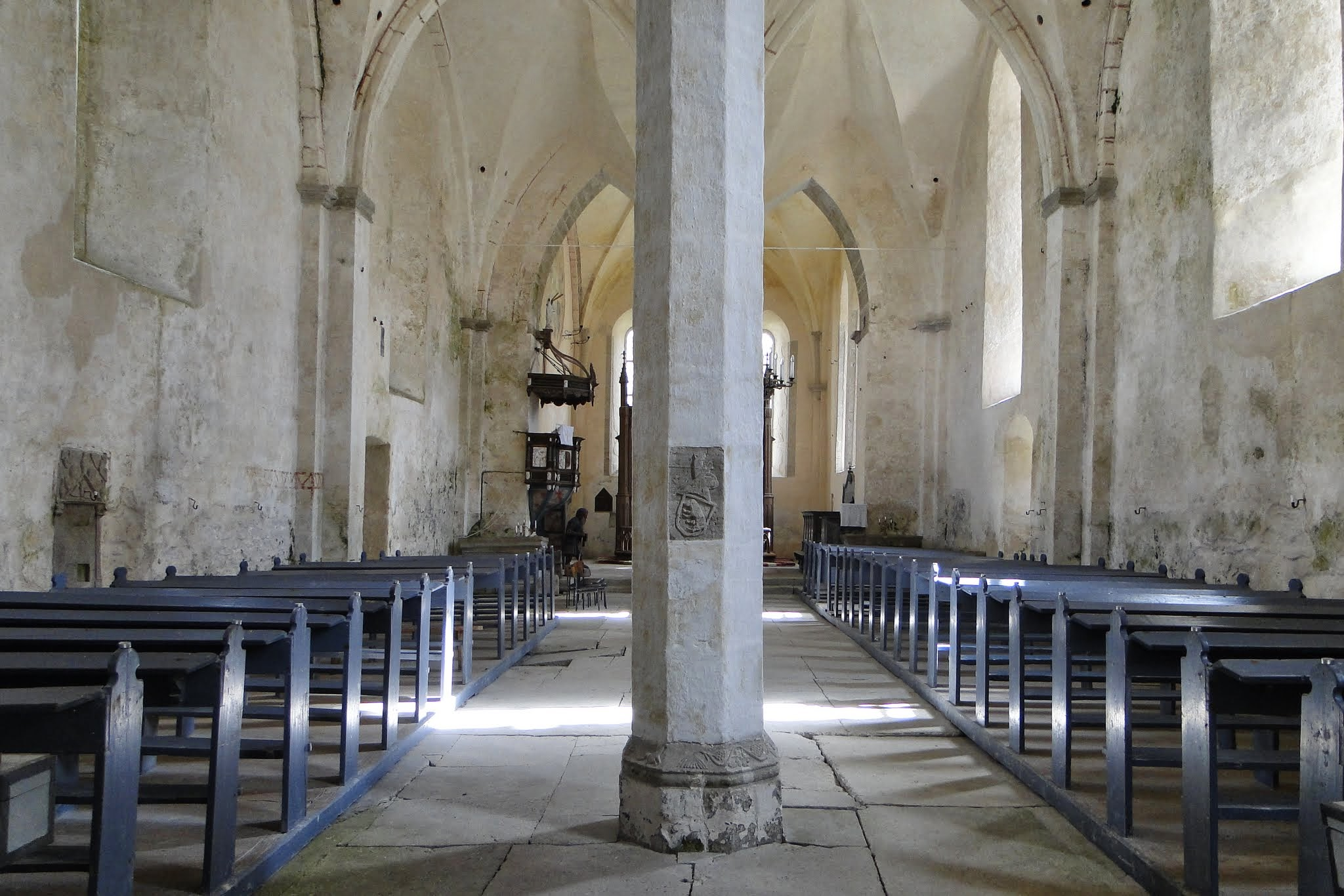
Blick in den Innenraum

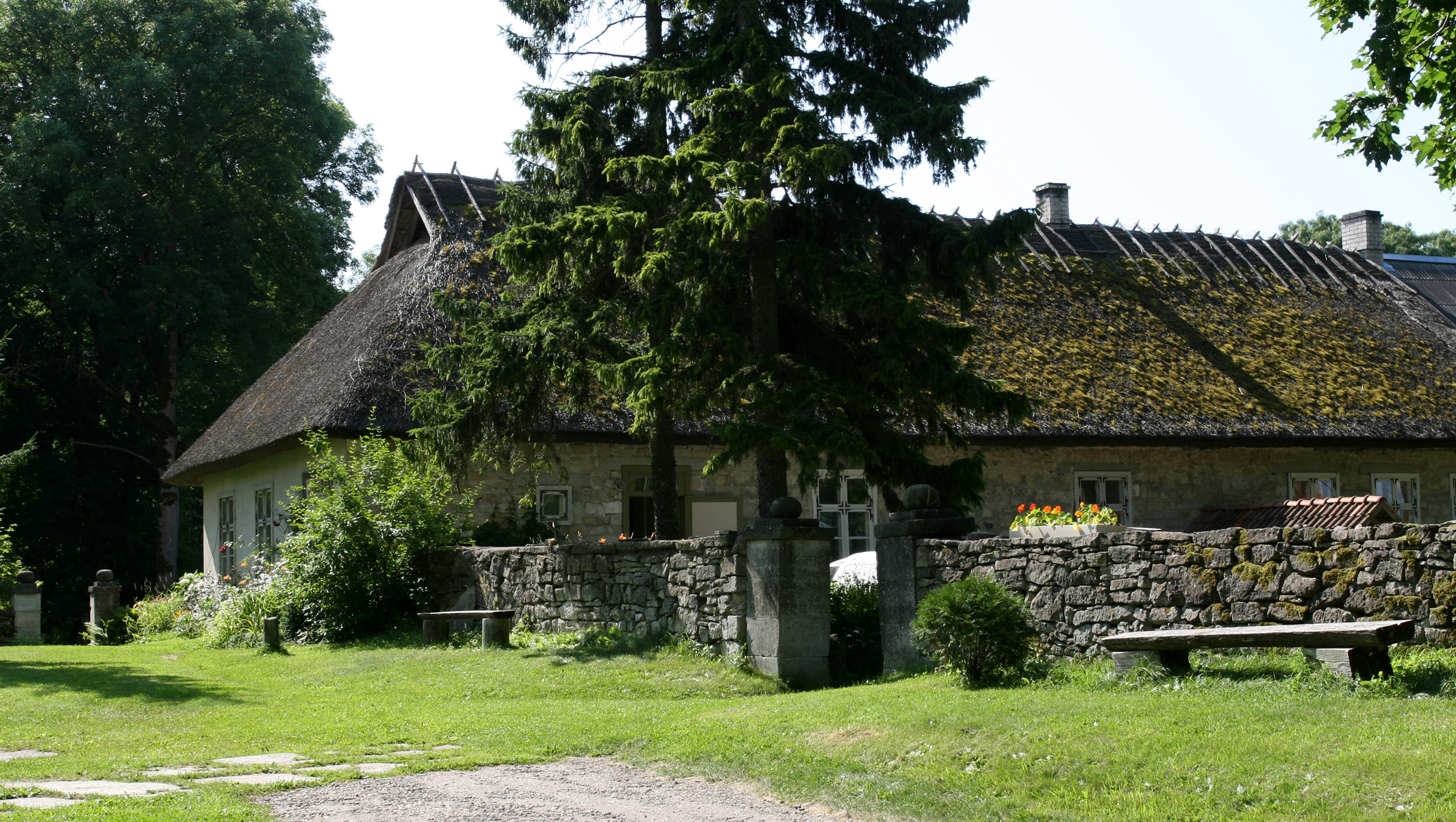
Pastorat

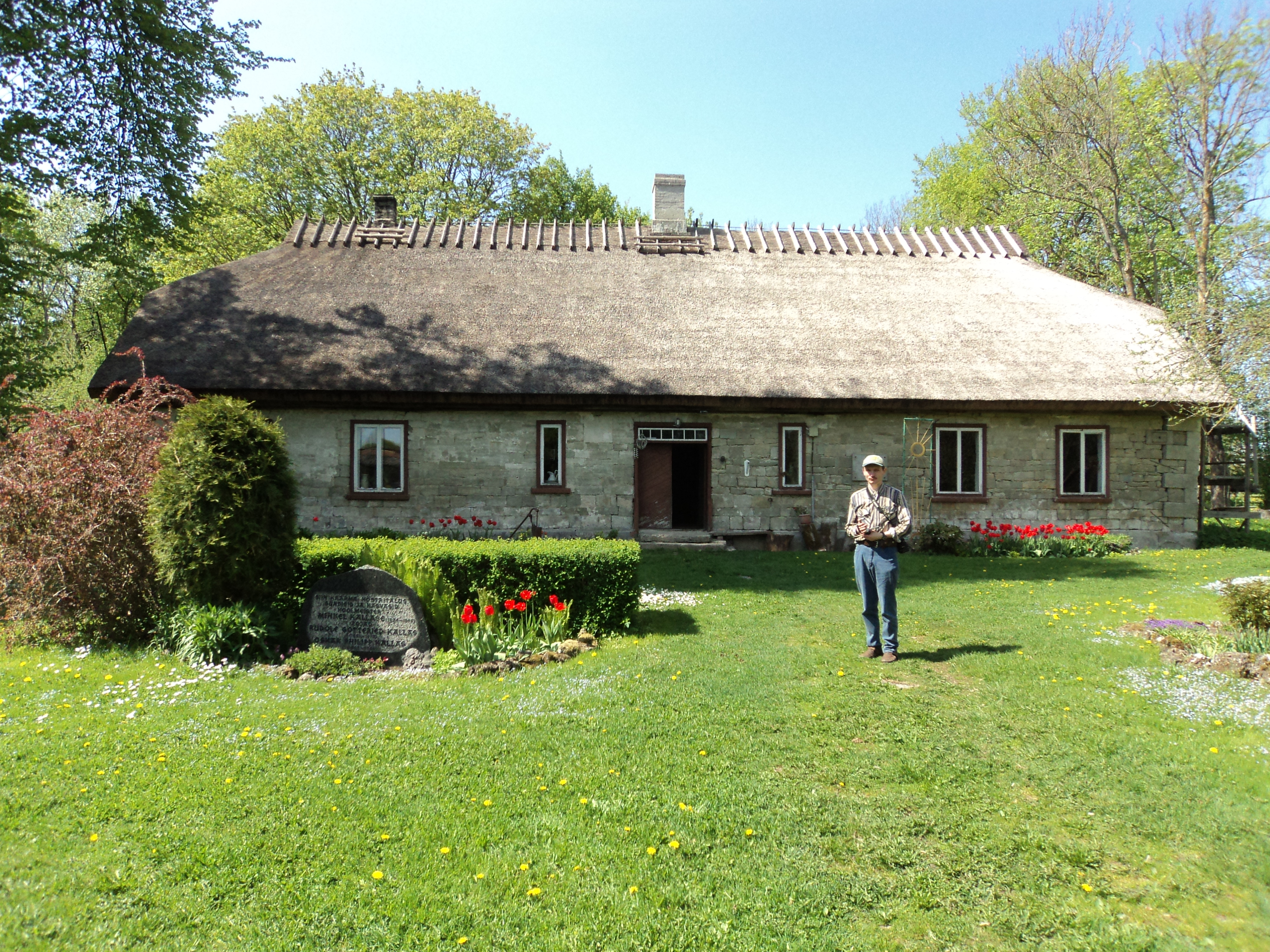
Altes Schulhaus

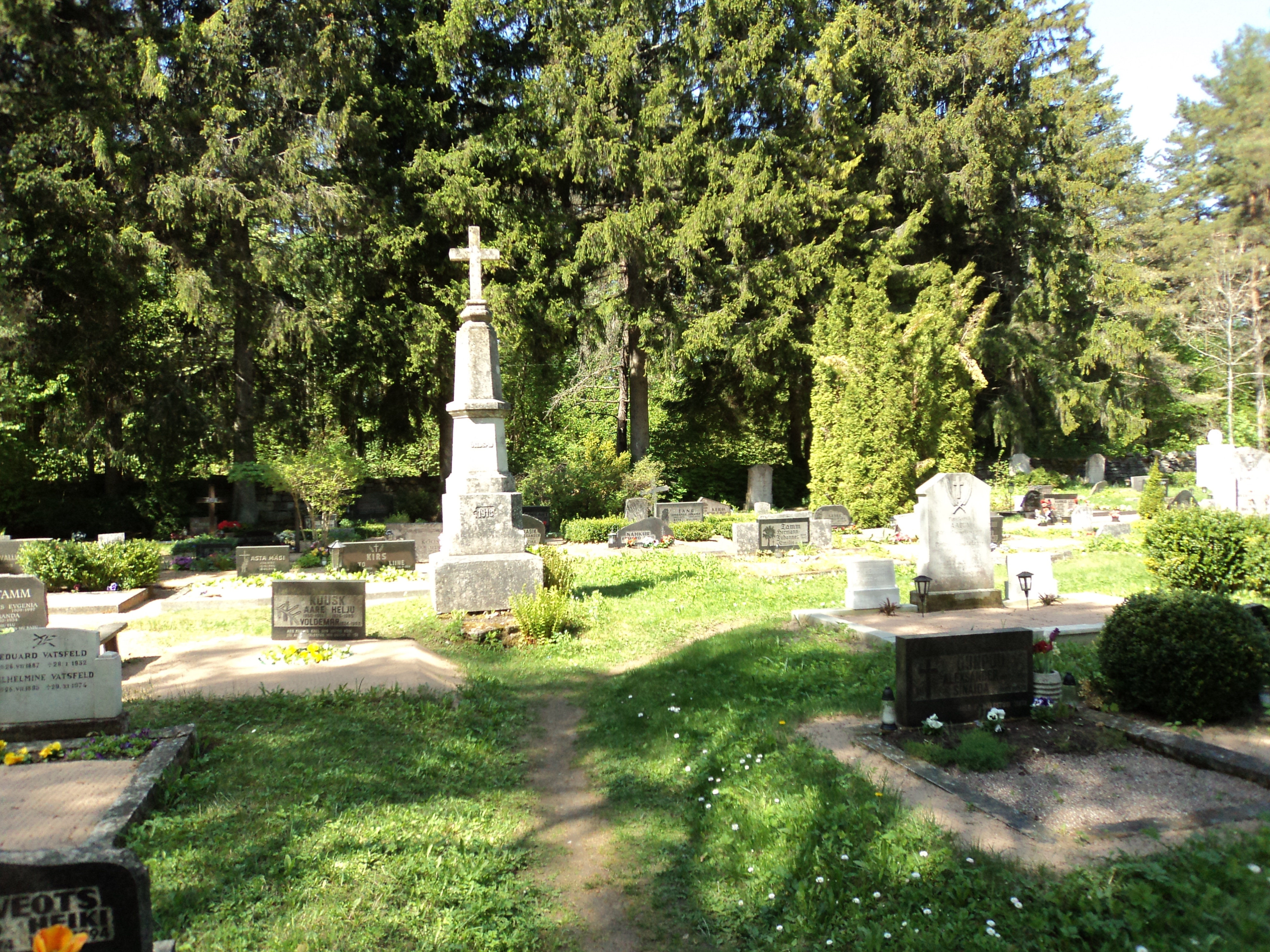
Friedhof

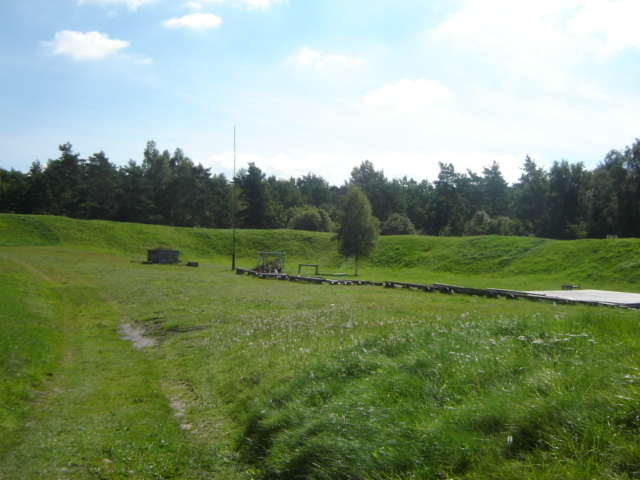
Ort der prähistorischen Burg

Kaarma-Kirikuküla (deutsch Karmel) ist ein Dorf (estnisch küla) auf der größten estnischen Insel Saaremaa. Es gehört zur Landgemeinde Saaremaa (bis 2017: Landgemeinde Lääne-Saare) im Kreis Saare.

## Einwohnerschaft und Lage
Das Dorf hat 30 Einwohner (Stand 1. Januar 2016). Es liegt am Fluss Põduste (Põduste jõgi), fünfzehn Kilometer von der Inselhauptstadt Kuressaare entfernt. Die Fläche beträgt 2,79 Quadratkilometer.

## Kirche
Die ursprünglich einschiffige Peter-und-Paul-Kirche wurde wahrscheinlich in der zweiten Hälfte des 13. Jahrhunderts als Wehrkirche errichtet. Um 1470 wurde der Kirchturm hinzugefügt, wahrscheinlich der erste auf der Insel Saaremaa. Im 15. Jahrhundert wurde das Gotteshaus zu einer zweischiffigen Kirche ausgebaut, nachdem die Gewölbe eingestürzt waren. Eine Besonderheit stellt das Dreifachfenster an der Ostwand dar, eines der Lieblingsmotive der Zisterzienser-Baukunst.
Aus dem 13. bis 15. Jahrhundert stammen auch die Wandbemalungen, die Steinskulpturen, das Taufbecken sowie ein Teil der polychromen Holzfiguren:
„Im Innenraum sieht man am mittleren Pfeiler die Schutzheiligen der Kirche, Petrus und Paulus, dargestellt; am Sockel eine symbolische Jagdszene, in der das Gute noch gegen das Böse kämpft. Am westlichen Pfeiler hingegen tragen die heiligen Tauben bereits das ›Reine Herz‹ in das durch Weinranken symbolisierte Paradies.“
Der (ältere) Altar ist eine Schenkung des Gutsherrn Berent von Berg aus dem Jahr 1547. Die Kanzel von 1645 ist ein Werk des Meisters Jakob Jakobson. Neben dem Westportal befindet sich möglicherweise der älteste Text in estnischer Sprache. Die Inschrift verweist auf das Jahr 1407, dürfte aber vermutlich jünger sein.
Das Gemälde des neuen Altars von 1884 im Stil der Neugotik ist ein Werk des deutschbaltischen Künstlers Otto Friedrich Theodor Möller (1812–1874). Die Orgel ist eine Arbeit der Brüder Kriisa, einer bekannten estnischen Orgelbauerfamilie.

## Pastorat
Das Pastorat erhielt sein heutiges Aussehen während des 18. Jahrhunderts. Bei Renovierungsarbeiten wurden dort Mauerteile aus dem 13. Jahrhundert freigelegt.
Erhalten ist ebenfalls das Küsterhaus. Es wurde 1863 errichtet und auch als Dorfschule genutzt.

## Friedhof
Der Friedhof des Ortes wurde 1820 gegründet. Er liegt etwas einen Kilometer von der Kirche entfernt. Darauf befindet sich auch die Gruft der adligen deutschbaltischen Familie Nolcken.

## Prähistorische Burg
Bei Kaarma-Kirikuküla befand sich während des Mittelalters eine Burg der heidnischen Estland. Sie hatte die Außenmaße von 140 mal 120 Metern. Die Burg war von einem bis zu fünf Meter hohen Ringwall umgeben. Der ebene Innenhof hatte eine Fläche von etwa 4800 Quadratmetern.
Nach der Älteren Livländischen Reimchronik sammelten sich an der Hag Carmele im Winter 1261 die estnischen Truppen, um gegen die christlichen Eroberer Saaremaas zu ziehen. Der Aufstand wurde blutig niedergeschlagen.

## Persönlichkeiten
In Kaarma-Kirikuküla wurden die beiden Brüder Rudolf (1851–1913) und Oskar Kallas (1896–1946) geboren. Während Rudolf Kallas sich für eine theologische Laufbahn entschied, diente sein jüngerer Bruder Oskar nach der Unabhängigkeit der Republik Estland als Diplomat.